# Logiciel vanilla
Pour les articles homonymes, voir Vanilla (homonymie).
En informatique, un logiciel ou système informatique est dit vanilla lorsque ce dernier n'a pas été personnalisé pour répondre à des besoins spécifiques de l'utilisateur, c'est-à-dire qu'il est utilisé sans qu'aucune modification n'ait été appliquée. Le terme provient de la saveur standard traditionnelle de la crème glacée, la vanille.
Exemples d'utilisation du terme "vanilla" dans une phrase :
- JavaScript, lorsqu'il est utilisé sans aucune bibliothèque ou plug-in tiers, est appelé "vanilla JavaScript" ;
- Les fans du jeu vidéo Minecraft se réfèrent généralement au jeu sans mods comme "vanilla".

## Voir également
- Commercial sur étagère
- Mod (jeux vidéo)
- Clé en main